# Elkalyce tibetanus
Elkalyce tibetanus är en fjärilsart som beskrevs av Lorkovié 1943. Elkalyce tibetanus ingår i släktet Elkalyce och familjen juvelvingar. Inga underarter finns listade i Catalogue of Life.